# Loeflingia baetica
Loeflingia baetica es una especie perteneciente a la familia de las cariofiláceas.

## Descripción
Tiene tallos de hasta 30 cm de altura, ramificados desde la base, con ramas al principio decumbentes y luego ascendentes, pseudo-dicotómicas, glabrescentes o densamente puberulentoglandulosas. Hojas de 1-10 x 0,4-1,3 mm, linear-subuladas, mucronadas. Flores de (1,9-) 2-3 (-3,5) mm, en ramas subespiciformes, escorpioideas o glomerulares. Sépalos externos de 1,9-3 (-3,5) mm, con apéndices setiformes laterales; los internos de 1,82,8 mm y sin apéndices laterales. Androceo con (3-) 5 estambres. Estigma capitado o trilobado. Cápsula madura de 0,9-1,1 mm, ovoidea. Semillas de 0,4-0,5 mm. Florece de (marzo) abril a junio (agosto).

## Distribución y hábitat
Se encuentra en suelos arenosos en el S de la península ibérica y Norte de África (Marruecos).

## Taxonomía
Loeflingia baetica fue descrita por Mariano Lagasca y publicado en Periódico de la Sociedad Médico-Quirúrgica 4(1): 5. 1824.
Citología
Número de cromosomas de Loeflingia baetica (Fam. Caryophyllaceae) y táxones infraespecíficos:  2n=24
Etimología
Loeflingia. nombre genérico que fue otorgado en honor al botánico sueco Pehr Löfling (1729-1756).
baetica: epíteto geográfico que alude a su localización en la Bética.
Sinonimia
- Loeflingia gaditana Boiss. & Reut.
- Loeflingia micrantha Boiss. & Reut.[4]

subsp. vaucheri (Briq.) A. Galan de Mera, J.A. Molina Abril & S. Sardinero Roscales
- Loeflingia vaucheri Briq.